# 21 Sagittarii
21 Sagittarii, som är stjärnans Flamsteed-beteckning, är en dubbelstjärna, belägen i den norra delen av stjärnbilden Skytten. Den har en kombinerad skenbar magnitud på 4,81 och är svagt synlig för blotta ögat där ljusföroreningar ej förekommer. Baserat på parallaxmätning inom Hipparcosuppdraget på ca 8,0 mas, beräknas den befinna sig på ett avstånd på ca 410 ljusår (ca 130 parsek) från solen. Den rör sig närmare solen med en heliocentrisk radialhastighet på ca -12 km/s.

## Egenskaper
Primärstjärnan 21 Sagittarii A är en orange till röd ljusstark jättestjärna av spektralklass K2 II. Den har en massa som är ca 8 solmassor, en radie som är ca 23 solradier och utsänder från dess fotosfär ca 320 gånger mera energi än solen vid en effektiv temperatur av ca 4 200 K. 
År 2008 hade stjärnorna i 21 Sagittarii en vinkelseparation av 1,7 bågsekunder vid en positionsvinkel på 280°. Följeslagaren, 21 Sagittarii B, är av magnitud 7,43 med en ansatt spektraltyp av A5:, där ':' anger viss osäkerhet om klassificeringen.